# Bulgarische Eishockeyliga 2018/19
Die Saison 2018/19 war die 67. Spielzeit der bulgarischen Eishockeyliga, der höchsten bulgarischen Eishockeyspielklasse. Meister wurde zum dritten Mal der SK Irbis-Skate aus Sofia.

## Teilnehmer
Nachdem die Spielzeit 2017/18 ausgefallen war, nahmen nun vier Mannschaften an der Liga teil. Es handelte sich um die vier Mannschaften, die auch die Spielzeit 2016/17 beendet hatten.
- SK Irbis-Skate
- HK NSA Sofia
- HK Slawia Sofia
- HK ZSKA Sofia

## Modus
In der Hauptrunde hätte jede der vier Mannschaften insgesamt zwölf Spiele absolvieren sollen. Das Spiel des Meisters SK Irbis-Skate Sofia gegen den drittplatzierten HK Slawia Sofia am 26. Februar 2019 wurde jedoch nicht ausgetragen. Der Erstplatzierte der Hauptrunde wurde Meister. Für einen Sieg erhielt jede Mannschaft drei Punkte, bei einem Sieg nach Overtime gab es zwei Punkte, bei einer Niederlage nach Overtime erhielt die Mannschaft einen Punkt und bei einer Niederlage null Punkte.

## Hauptrunde
|    | Klub            | Sp | S  | OS | ON | N  | Tore  | Punkte |
| -- | --------------- | -- | -- | -- | -- | -- | ----- | ------ |
| 1. | SK Irbis-Skate  | 11 | 10 | 0  | 0  | 1  | 95:22 | 30     |
| 2. | HK NSA Sofia    | 12 | 7  | 1  | 0  | 4  | 50:51 | 23     |
| 3. | HK Slawia Sofia | 11 | 5  | 0  | 1  | 5  | 36:57 | 16     |
| 4. | HK ZSKA Sofia   | 12 | 0  | 0  | 0  | 12 | 31:82 | 0      |

Sp = Spiele, S = Siege, OS = Overtime-Siege, ON = Overtime-Niederlagen, N = Niederlagen